# نووسورمتوو
نووسورمتوو (انگلیسی: Novosurmetovo) یک شهرک در شهرستان چکماگوشفسکی استان باشقیرستان کشور روسیه است.